# مصلحة الأرصاد الجوية الفرنسية
مصلحة الأرصاد الجوية الفرنسية، مؤسسة عامة ذات طابع إداري، تشكّل الجهة الرسمية المختصة بالأرصاد الجوية والمناخ في فرنسا، وتوفر خدماتها لإمارة أندورا. تضطلع بمسؤوليات الدولة في ضمان السلامة الجوية للأفراد والممتلكات. تتولى رصد الظواهر الجوية والتنبؤ بها ودراستها، إضافة إلى مراقبة حالة الغطاء الثلجي وسطح البحر وإصدار التحذيرات الجوية لمختلف المناطق الفرنسية في البر الرئيسي وما وراء البحار. تحتفظ بسجلات المناخ، وتضع نماذج للتوقعات المناخية على المستويين العالمي والإقليمي. تنفّذ مهامها ضمن إطار عقد للأهداف والأداء مع الدولة.